# Эккерт, Эдельтрауд
Эдельтрауд Эккерт (нем. Edeltraud Eckert; 20 января 1930, Забже — 18 апреля 1955, Лейпциг) — немецкая поэтесса, участница подпольного сопротивления в ГДР. Студентка Берлинского университета. Занималась распространением антикоммунистических листовок. Арестована восточногерманской полицией, осуждена советским военным трибуналом по политическому обвинению. Умерла в заключении. В современной Германии рассматривается как активистка борьбы против тоталитарной диктатуры СЕПГ и продолжательница поэтической традиции Райнера Рильке.

## Учёба и подполье
Родилась на территории нынешней Польши в семье книготорговца. В 1945 перебралась с семьёй в Бранденбург-на-Хафеле. Состояла в ССНМ. В 1949 поступила в Берлинский университет имени Гумбольдта, училась на педагога.
Эдельтрауд Эккерт придерживалась демократических взглядов и была оппозиционно настроена к советской администрации, СЕПГ и властям ГДР. Установила связь с «Группой борьбы против бесчеловечности» — западноберлинской организацией, поддерживавшей антикоммунистическое сопротивление в ГДР. Примкнула к местной подпольной группе, распространяла листовки с призывами к борьбе против диктатуры СЕПГ.

## Арест, тюрьма, поэзия
10 мая 1950 Эдельтрауд Эккерт была арестована в Потсдаме. Наряду с другими подпольщиками, она подвергалась физическому воздействию на полицейском допросе. Была передана советским военным властям. Закрытый суд военного трибунала без участия защиты приговорил её к 25 годам заключения.
Эдельтрауд Эккерт была помещена в хемницкую тюрьму, отличавшуюся особенно тяжёлыми условиями содержания. Работала в тюремной мастерской на швейном производстве. Писала стихи, создала сборник из 101 поэтического произведения. Летом 1953 получила от тюремной администрации поощрение за высокие производственные показатели — право открыто записывать свои стихотворения.
Тюремная медицина поставила Эккерт туберкулёзный диагноз. В марте 1954 она была переведена в тюрьму Штольберга. Условия не улучшились, но в связи с частичной амнистией срок Эккерт был сокращён. Выйти из тюрьмы она должна была в 1958. Таким образом, за распространение листовок ей предстояло отбыть 8 лет, тогда как члены Группы Бельтера получили за то же по приговорам от 10 до 25 лет, реально отбыли от 2 до 4 лет, а сам Герберт Бельтер был расстрелян.

## Кончина в 25 лет
24 января 1955 Эдельтрауд Эккерт перенесла в тюремной швейной мастерской тяжёлую производственную травму. Лечение было начато лишь через несколько дней. Она была помещена в тюремную больницу Лейпцига. У неё развился ряд тяжёлых заболеваний. 18 апреля 1955 Эдельтрауд Эккерт умерла.
Её похоронили в безымянном массовом захоронении. Тетрадь со стихами была передана родственникам вместе с личными вещами.

## Память борца-поэтессы
Эдельтрауд Эккерт считается в современной Германии борцом против тоталитарной диктатуры. Изданы её стихи — сборник Jahr ohne Frühling («Год без весны»). Специалисты считают её продолжательницей поэтической традиции Райнера Рильке. Песенная форма и глубокая грусть отразили скорбь о судьбе, постигшей немецкий народ, и тяжёлое положение заключённых в тюрьмах ГДР.
Студенты Бранденбурга сняли документальный фильм об Эдельтрауд Эккерт.